# Henk Hagoort
Hendrik Nicolaas (Henk) Hagoort (Rhoon, 26 januari 1965) is voorzitter van de VO-raad. Daarvoor was hij omroepbestuurder. Van 1 juni 2008 tot medio 2016 was hij voorzitter van de raad van bestuur van de stichting Nederlandse Publieke Omroep. Voor die tijd was hij algemeen directeur van de Evangelische Omroep. 

## Levensloop
Hagoort is afkomstig uit een orthodox-hervormd gezin waarvan de vader onderwijzer was. Vanaf zijn vierde woonde Hagoort in Hoogeveen en vanaf zijn negende in Ermelo. Na het gymnasium op het Christelijk College Nassau-Veluwe te hebben doorlopen, studeerde hij geschiedenis aan de Universiteit Utrecht, waarbinnen hij zich specialiseerde in die van de Middeleeuwen. Vooral preken uit dit tijdvak konden hem bekoren. Cum laude sloot hij zijn universitaire studie af. Hagoort ambieerde een carrière in de geschiedwetenschap, maar omdat er op dat moment geen promotieplaats te vergeven was, werd hij geschiedenisleraar, zowel als docent Middeleeuwse Geschiedenis aan de Universiteit Utrecht als bij lerarenopleidingen van de Evangelische Hogeschool in Amersfoort en de reformatorische hogeschool De Driestar in Gouda. Ook was hij als onderzoeker verbonden aan het toenmalige Reformatorisch Instituut voor Cultuurwetenschappen, waarvoor hij Wijsheid van het vlees tot stand bracht, een verhandeling over 97 onbekende stellingen van Maarten Luther, waarin de Duitse kerkhervormer zich tegen de scholastiek keert.
Halverwege de jaren tachtig werd hij lid van de politieke partij het CDA.
In 1992 ging hij aan de slag bij de Evangelische Omroep (EO). Van 1992 tot 1997 hield hij zich daar eerst bezig met onderzoekswerk voor tv-documentaires, later fungeerde hij als hoofd van de afdeling informatieve programma's. Na in 1997 in het managementteam te zijn terechtgekomen, werd hij in 2000 directeur. Nadat in maart 2006 twee directeursfuncties waren komen te vervallen (tot dan toe bekleed door Ad de Boer en Andries Knevel), bleef Hagoort als enige, algemeen directeur over, daarmee de eindverantwoordelijkheid dragende voor alles wat de Evangelische Omroep aanging.
Met ingang van 1 juni 2008 werd hij bestuursvoorzitter van de stichting Nederlandse Publieke Omroep (NPO), als opvolger van Harm Bruins Slot. Hij stopte toen als EO-directeur. De benoeming gold tot juni 2013, en werd gevolgd door een herbenoeming die tot uiterlijk juni 2018 kon duren. Tot zijn portefeuille behoorden onder meer strategie en corporate communicatie. Per 1 september 2016 trad Hagoort terug als NPO-voorzitter, om bestuursvoorzitter te worden van hbo-instelling Windesheim. Zijn opvolger bij de NPO was Shula Rijxman.
Per 1 februari 2022 beëindigde Hagoort zijn bestuursrol bij Windesheim, om voorzitter te worden van de VO-raad, de vereniging van scholen in het voortgezet onderwijs.
Hagoort is ook als schrijver en redacteur bij de totstandkoming van een aantal christelijk(-historische) boeken betrokken geweest.
Hagoort is naast zijn functie bij Windesheim voorzitter van de raad van toezicht van het Groene Hart Ziekenhuis en voorzitter van de raad van toezicht van STER. 

## Persoonlijk
Henk Hagoort is getrouwd en vader van vier kinderen.

## Kritiek
Hagoort werd door verschillende politieke partijen bekritiseerd toen hij vroeg om een wachtgeldregeling voor bestuurders in de publieke sector, in ruil voor de voorgestelde verlaging van de salarisgrens.

## Werk
- Theologische verkenningen; Bijbel en praktijk, als medewerker en redacteur, 1985 e.v., Voorhoeve - Kampen
- Wijsheid van het vlees: over 97 onbekende stellingen van Maarten Luther, 1992, 87 p., Reformatorisch Instituut voor Cultuurwetenschappen - Gouda, ISBN 90-74393-01-2
- Een heilige stad: Jeruzalem in jodendom, christendom en islam, gezamenlijke uitgave van Hans Brockhorst, Henk Hagoort en Pieter Siebesma, waarin Hagoort het gedeelte over het christendom voor zijn rekening heeft genomen, 1996, 212 p., J.J. Groen en Zoon - Leiden, in samenwerking met de Evangelische Omroep, ISBN 90-5030-638-1
- Het verbond van God met mensen, eindredactie, 1999, 152 p., J.J. Groen en Zoon - Leiden, ISBN 90-5829-103-0